# Port lotniczy Ramon
Międzynarodowy port lotniczy Ramon (hebr. נמל התעופה רמון אילת) (IATA: ETM, ICAO: LLER) – międzynarodowy port lotniczy położony na południu Izraela. Znajduje się w południowej części pustyni Negew, w Dolinie Timna w odległości około 18 km na północ od miasta Ejlat.
Zastąpiło lotnisko znajdujące się w centrum miasta oraz w Owdzie przejmując wszystkie połączenia krajowe i międzynarodowe. Nowy port lotniczy służy jako lotnisko zapasowe dla głównego izraelskiego portu Ben Guriona. Posiadające pas startowy o długości 3600 metrów może przyjmować szerokokadłubowe samoloty. Pierwotnie miał zostać otwarty w kwietniu 2017 roku, jednak termin został przesunięty na 22 stycznia 2019 roku.
Pierwszy międzynarodowy lot odbył się 4 marca 2019 r. do Poznania i Pragi liniami Ryanair.

## Linie lotnicze i kierunki lotów

### Kierunki lotów regularnych
| Linia lotnicza  | Kierunek    |
| --------------- | ----------- |
| Israir Airlines | 1. Tel Awiw |